# 캣맘

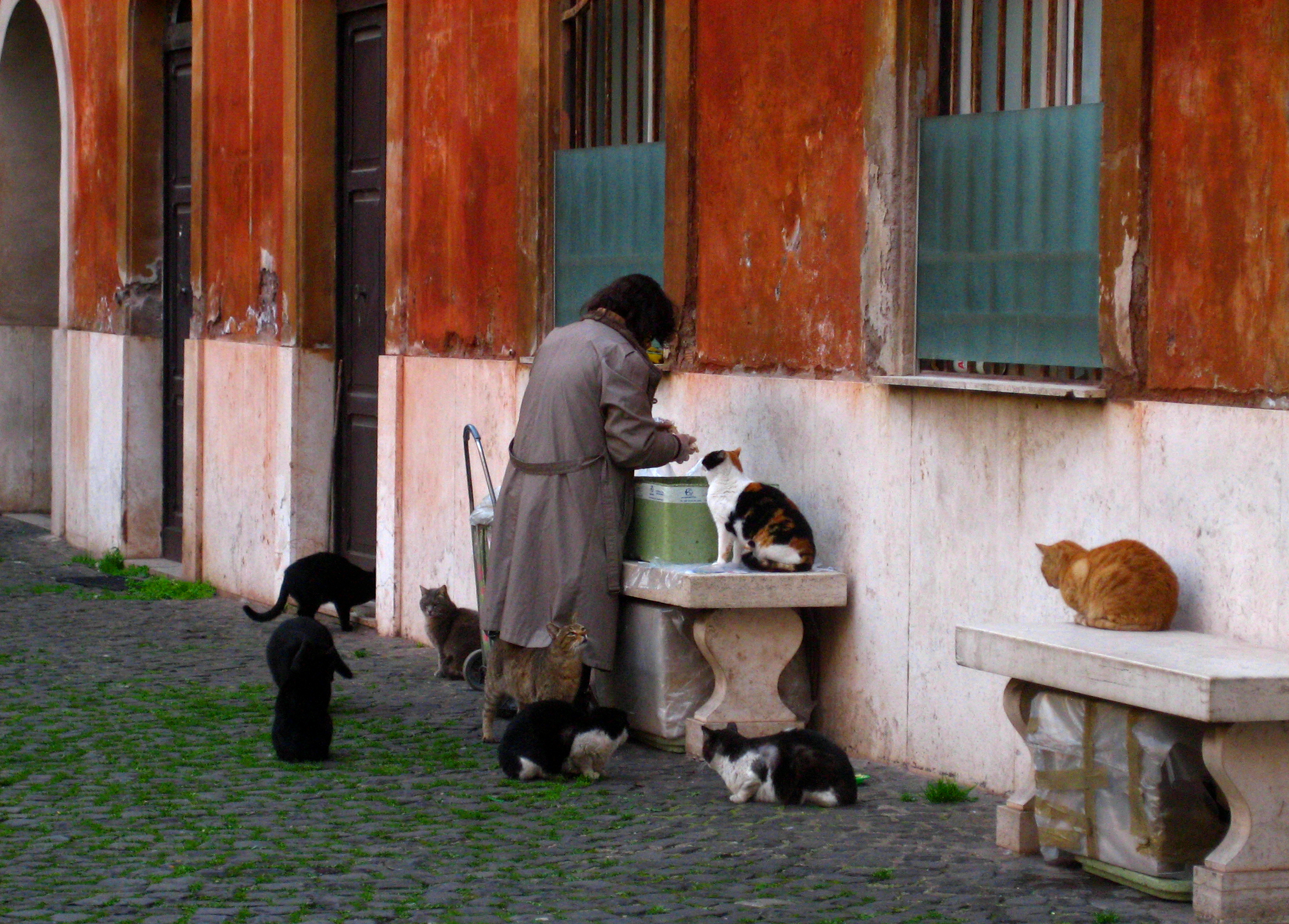
로마에서 고양이 밥을 주고 있는 한 여자

캣맘(cat mom)은 주인 없는 고양이들에게 먹이를 주거나 보금자리를 챙겨주는 등 길고양이를 돌보는 사람을 뜻한다.

## 역사
고양이를 기르고 있는 여성들은 오랫동안 방랑자의 개념과 연관되어 왔다. 수십 년 동안, 캣맘의 개념은 "로맨스에 도전하는 (종종 직업 지향적인) 여성"과 연관되어 왔다. 특히 레즈비언에게도 해당되어왔다.
캣맘은 또한 고양이를 적절하게 수용하거나 돌보는 능력 없이 많은 수의 고양이를 기르는 동물 보호자일 수도 있다. 그들은 그들의 상황에 대해 무지할 수도 있다.
문맥에 따라, 일반적으로 경멸적인 단어인 "crazy"는 유머러스하고 애정 어리도록 나타내기 위해 "cat lady" 앞에 붙을 수도 있다. 일부 작가와 연예인, 예술가들은 성(性)을 기반으로 한 'crazy cat lady' 고정관념에 도전했고, 한 마리 또는 여러 마리의 고양이를 돌보고 심리적으로 건강한 동물 애호자 또는 구조자를 뜻하는 용어를 채택했다.
2019년 연구에서는 불안, 우울증 또는 관계에서의 경험에 대한 고양이 소유자와 고양이 소유자가 아닌 사람 간의 차이를 발견하지 못했다 따라서, 연구진은 이 발견이 고양이 소유자가 우울하거나, 불안하거나, 인간 관계에 어려움을 겪는다는 설명과 일치하지 않는다고 말한다. 그러나, 1983년 별도의 연구에 따르면 소유자는 사회적 민감성과 대인관계 신뢰에서 비소유자보다 높은 점수를 얻는 경향이 있었다.

## 다큐멘터리
다큐멘터리 Cat Ladies (2009)는 그들의 고양이들에게 삶을 헌신한 네 명의 여성의 이야기를 말한다. 이 영화는 크리스티 캘런-존스가 감독하고 초콜릿 박스 엔터테인먼트가 제작했다. 2009년 핫 닥스 페스티벌, 실버 닥스 페스티벌, 샌프란시스코 닥스 페스티벌에서 공식 선발되었다.
뉴욕 신경심리학 및 법의학 행동과학 센터의 책임자인 나프탈리 베릴 박사는 AOL Health에 캣맘들은 다른 사람들에게 자신을 표현하는 데 매우 어려움을 겪는 사람들일 수 있고, 그들은 애정에 대한 인간의 욕구가 애완동물과의 관계를 통해 가장 쉽게 충족된다는 것을 발견한다고 주장했다. 이러한 헌신은 때때로 우울증과 같은 정신적 또는 정서적 문제를 나타낼 수 있다.

## 톡소포자충
일부 연구는 고양이에게서만 번식하는 기생충 톡소포자충(Toxoplasma gondii)과 강박장애(OCD)와 정신분열증을 포함한 수많은 정신 질환 사이의 연관성을 시사하는 반면, 다른 연구들은 T. gondii가 후기 정신병의 원인 요인이 아니라는 것을 보여주었다.
강박장애(OCD)의 증상은 오랫동안 'crazy cat lady'와 연관돼 왔다. 매스미디어는 이 고정관념을 이용하여 T. gondii 와 정신 질환 사이의 연관성을 언급하기 위해 미친 고양이 여성 증후군이라는 용어를 만들었다.

## 주목할 만한 예
- 플로렌스 나이팅게일은 글래드스톤과 비스마르크와 같은 유명한 유명인의 이름을 딴 많은 고양이들을 가지고 있었다.[19]
- 에디트 유잉 부비에와 그녀의 딸 에디트 부비에 빌은 그들의 노후한 집 그레이 가든에서 그들과 함께 사는 많은 고양이들을 가졌다. 보도에 따르면 1979년 리틀 이디가 이 집을 팔았을 때 약 30마리의 고양이들이 이 집에 살고 있었다고 한다.[20]
- 버사 랜드는 위니펙의 유명한 캣맘로, 수십 마리의 고양이들을 구하기 위해 이웃들과 시청과 수년간 싸웠다. 그녀가 죽은 지 몇 년이 지난 후에도, 그녀는 여전히 캐나다 대중문화에서 자리를 지키고 있다.[21]

## 같이 보기
- 용인 벽돌 살인 사건